# Deima validum
Deima validum is een zeekomkommer uit de familie Deimatidae.
De wetenschappelijke naam van de soort werd in 1879 gepubliceerd door Johan Hjalmar Théel.

## Ondersoorten
- Deima validum validum
- Deima validum pacificum Ludwig, 1894